# 사가 현립 규슈 도자 문화관
사가 현립 규슈 도자 문화관(佐賀県立九州陶磁文化館)은 일본 사가현 니시마쓰우라군 아리타정에 있는 도자기 미술관이다. 이마리야키나 옛 히젠국 지역의 도자기를 중심으로 규슈의 도자기를 소장 및 전시하고 있다.